# Zápszony
Zápszony (ukránul Запсонь [Zapszony / Zapson'], 1995 előtt Заставне [Zasztavne / Zastavne], oroszul Заставное [Zasztavnoje / Zastavnoje]) falu Ukrajnában, Kárpátalján, a Beregszászi járásban.

## Fekvése
A település Beregszásztól 24 kilométernyi távolságra keletre, Mezőkaszony térségében található.

## Nevének eredete
Zápszonyt az írott források 1271-ben említik először mint királyi birtokot. Nevének eredete valószínűleg a Szernye-patak bal oldali mellékvízére vezethető vissza, ami mellett települt. Zápszolnak, Zápszojnak, Szapszolynak, és Zapszonnak is írták. A falu középkori nemesei között, az ismert királyi emberek névsorában szerepel Zabszoli (Zapszoni) János 1495 és 1507-ből, Zapszoli István 1513-ból, és Zapszony Szerafin 1519-ből. A birtokosok nevüket a település nevéből származtatták, de az is lehetséges, hogy ez fordítva történt. A hasonló nevet viselő család a 16. században halt ki.

## Története
Területe ősidők óta lakott. Határában őskori halomsírok találhatók, melyeket a nép Kovács-gödröknek nevez.
Az első írásos megemlékezés Zápszonyról a 13. századból való. 1271-ben, egy határjárási okmányban királyi helységül említik. 1318-ban a munkácsi királyi vár tartozékaként írták le. 1357-ben Zaplói Dávid fia János választott bírótagul működött a bródi beiktatásnál. Földjeit erdők és mocsarak borították, kevés ember lakta. Több helyen is megemlítették a történelmi okmányokban, hogy savanyú szőlője és bora volt.
1364-ben Réz Péter panaszt tett Konth Miklós nádornál, hogy egy kaszonyi hospes az ő Szernye folyó partján lévő malmát szétrombolta és indítsanak vizsgálatot. A 14-15. században a Szécsi és Jakcsi családok birtokolták. 1388-ban „Sabsol” néven említik először.
1498-ban Ulászló király rendeletére Zarcai János kérelme folytán Zapszol határának kiigazítása a konventnek meghagyatott, s ez a határigazítás 1500-ban történt meg Zápszoli Pelbánt, János és Ambrus jelenlétében, a határdombok megnyitásával és két nagy emeltetésével egy Malhre nevű tótnál.
1509-ben Szapszoli János saját és Ambrus fia nevében és családjuk nevében tiltakozott, hogy Tarczai János az ősi birtokot Lónyi Albert, Menyhért és Jánosnak eladta. Úgyszintén más birtokosok is tiltakoztak az eladás ellen, de 1513-ban Lónyai Albert és neje fiaival együtt a Tarczai féle birtokba beiktatott. További birtokos családok voltak a Bakos, Balla, Buda, Csatári, Dávid, Dudás, Gazdag, Kovács, Lencsés, Mester, Szücs, Szabó, Szatmári, Telegdi, Turóczy, Tornóczy és Tóth családok.
1566-ban a tatárok elpusztították, de nem szűnt meg létezni. A múltban a reformáció kezdetéig az egri püspökséghez tartozott. A reformáció a 16. században terjedt el a faluban. Az első templom valószínűleg az ivókútnál épült, de a tatárjárás idején elpusztult. Már 1779-től feljegyezték a fontosabb eseményeket. 1794-ben új lelkipásztort iktattak be: Meleg Györgyöt. 1795-ben két harangot öntetett az egyház, amelyet a gáti mester, Bór Miklós öntött.
A 18. század végén Vályi András így ír róla: „ZAPSON. Magyar falu Bereg Várm. földes Urai Lónyai, és Rácz Uraságok, lakosai reformátusok, fekszik Mező-Kaszonyhoz 1/4 mértföldnyire; földgye két nyomásbéli, egyenes fekvésű, és gabonát jól terem, szőleje, és erdeje van, piatza Munkácson 2 1/2 mértföldnyire.”
1797 óta van az egyháznak anyakönyve. A faluban az iskola vezetője is az egyház feje volt. 1797-ben a falu elhatározta, hogy kőtemplomot épít. A telket Turóczi Sándor adta. 1798-ban vállalta fel Paulics András munkácsi építőmester 647 forint 42 kopíjkáért a kőtemplom és a torony felépítését.
Az első iskola 1801-ben épült meg. Ezekben az időkben az egyházi tanítók működtek.
A templom mennyezetét és karzatát 1802-ben készíti el Sóndorházi Ambrus asztalos. 1803-ig épült a templom, befejezni a Lónyai grófok segítettek. Iratok megemlítik a régi családok neveit és a székek tulajdonosait. 1823-ban ajándékozott Lónyai László egy új paplakhoz földet. 1827-ben vettek hozzá téglát, amelyet szintén a Lónyai család vett. Ez a terület mintegy 48 holdnyi földterület volt, amely részben lelkészi javadalmat, részben tanítói jövedelmet képzett. Ez utóbbit a felekezeti iskola megszüntetése óta az egyház szükségleteinek a fedezésére használták.
Fényes Elek 1851-ben kiadott geográfiai szótárában így ír a faluról: „Zápszon, Beregh vm. magyar falu, Kászonyhoz 1/2 órányira: 29 romai, 10 g. kath., 428 ref., 6 zsidó lak. Ref. anyaszentegyház. Két nyomásbeli határa jó gabonát terem; szőlője, erdeje van. F. u. Lónyay, Péchy, Leszkay sat. Ut. p. Beregszász.”
1903 körül felújították a templomot. A templomban bronz harang volt, de az első világháború idején elvitték. Az egyháznak nem volt új harangra pénze, így egy régit vettek, repedten. A trianoni békéig Bereg vármegye Mezőkaszonyi járásához tartozott. Ekkor a mesterségesen létrehozott Csehszlovákiához csatolták. A magyarok helyzete nehézzé vált. A csehszlovák uralom idején állami magyar tannyelvű iskola működött a községben, négy osztállyal. Az első bécsi döntés alapján 1938 és 1945 között ismét Magyarországhoz került. Az iskola akkor nyolcosztályos lett.
1945 után a Szovjetunióhoz csatolták. Iskolája magyar anyanyelvű intézmény volt 1945-től, ahová 244 gyerek járt; ebből 153 magyar, 91 orosz osztályos volt és 26 pedagógus oktatta őket. Többségük nem falubeliek, hanem más falvakból vagy városokból érkeztek. Néha még arra is volt példa, hogy egészen messzi járásokból érkeztek tanárok. A szovjet időben kiépítettek a fiuk számára műhelyeket, ahol asztalos munkákat végeztek, a lányok pedig varrtak és háztartási munkákat végeztek. A gyakorlati munkákat a kolhozokban végezték, a fizetésből pedig kirándulásokat szerveztek a tanulók számára: Odesszába, Kijevbe, Baltikumra, Bresztbe és Moszkvába is.
A második világháború után gazdasága fejlődésnek indult. Kapcsolatban állt több magyarországi és szlovákiai üzemmel és vállalattal. Alapvető mezőgazdasági termékek előállításával, állattenyésztéssel foglalkoztak. A gazdaságot kisegítő üzemek is jó kereseti lehetőséget nyújtottak az itt élőknek. Malom, téglagyár, konzervgyár, műanyag feldolgozó üzem, gyümölcsléüzem, és téglagyár működött, de iparcikkeket is előállítottak.
Az 1960-as években az iskolához megépítették a tornatermet is. 1961-ben a magyar osztályok mellett orosz osztály is indult. Az iskola 1989-től kilenc osztályos lett. Az orosz nyelv helyett bevezették az ukránt. Ukránul Zasztavne-nak nevezték a települést, majd 1990-ben visszakapta magyar nevét. A falu mindig is magyar volt, községi tanácsa pedig helyben volt és van most is.
1991 óta Ukrajnához tartozik. 1992 júliusáig Rafajnaújfalu volt a társközsége. A rendszerváltással a korábbi állapot megszűnt. A privatizáció során ugyan próbálnak életet lehelni a halott gazdaságba, de nagyon nehéz a talpra állás. Alakult igaz néhány KFT, de ezek nem sok embert foglalkoztatnak. Munkahely gyakorlatilag a közalkalmazottaknak és a vasúton dolgozóknak van, valamint az újonnan nyílt külföldi varrodákban dolgozóknak. A biztos munkahelyeket többségben felváltotta a bevásárló turizmus (Magyarország, Lengyelország, Románia, Szlovákia), a külföldi munkavállalás.
Sokan ingáznak a járási vasúti munkahelyekre. A faluban a közszolgáltatás kielégítő szinten volt és mai is megállja a helyét: posta, körzeti ambulancia, gyógyszertár ma is működik és jó állapotban van. A Zápszonyi Általános Iskolának 190 tanulója van, az utóbbi években több család városi iskolákba adja be a gyermekét.

## Népessége
- 1881-ben 712 fő élt a faluban
- 1910-ben 832, túlnyomórészt magyar lakosa volt.
- 1940-ben 571-en lakták
- 1944-ben 1020 lakosa volt
- 1969-ben 1660-an lakták
- 1982-ben 1612 fő lakta
- 1989-ben 1816-an lakták, ebből 1680 volt magyar
- 1991-ben 1804-en lakták, amelyből 1740 magyar származású, a többi lakos főleg ukrán (ruszin) és roma volt
- 2005-ben 1804 lakosából 1740 magyar

## Közlekedés
A települést érinti az Ungvár–Bátyú–Királyháza–Taracköz–Aknaszlatina-vasútvonal. Annó Som-Kaszonynak nevezték a helyi állomást, ma már csak Kaszony.
A Kaszony-Barabás határátkelő 4 kilométerre van innét. A község a Beregszász–Nagydobrony–Csap országúthoz két bekötőúttal kapcsolódik. Az egyik Beregszász felől szinte nyomban a főútba torkollik. A másik, amely kb. 2 km hosszúságú, Beregsom község központjában, a Csonkapapi felé vivő elágazásnál kapcsolódik az országúthoz.

## Látnivalók
- Református temploma az 1733-ból való fatemplom helyén épült 1798-ban. Belső kazettás mennyezete és karzata 1802-ben készült.
- Zápszonyi park.

## Testvértelepülések
- Újkígyós, Magyarország (2015)
- Budapest XVI. kerülete, Magyarország 2011)
- Arnót